# イグナチオ・グロッパー
イグナチオ・グロッパー（独: Ignatius Gropper、1889年12月2日 - 1968年11月17日）は、ドイツのカトリック教会イエズス会修道士、建築家。名はイグナチウスとも、姓はグロッパあるいはグロッペルとも言われる。
関東大震災で倒壊した上智学園（上智大学）を再建するため1930年来日、上智大学のみならず日本各地の教会建築に携わる。1968年上智大学教授館にて死去。

## 主な作品
- 上智大学1号館（1932年） - 監督。設計はマックス・ヒンデル[3]。
- 聖アロイジオ塾（1932年） - 監督。設計はヒンデル。現存せず[4]。
- イエズス会長束修練院（1938年） - 設計に関与したと言われる。被爆建物。
- 聖イグナチオ教会（1949年） - 初代。建替により現存せず[3]。
- 六甲カトリック教会（1952年）‐設計・管理者、施工業者‐㈱松浦工務店
- 上智大学校舎
  - 旧図書館・大学院校舎（1952年） - 現存せず[3]。

- 世界平和記念聖堂（1954年） - コンペ審査員、監督。設計は村野・森建築事務所（村野藤吾）、構造設計は内藤多仲。
- 徳山カトリック教会聖堂（1957年） - [5]
- マリアの御心会明泉寮（1961年） - 現存せず[6]

また当時一般的な日本家屋より頑丈な骨組みで設計したという。広島市への原子爆弾投下ではグロッパー設計の建物が倒壊を免れたため、結果中にいた人は延命することができた。